# 吉居乡
吉居乡，是中华人民共和国四川省甘孜藏族自治州康定县下辖的一个乡镇级行政单位。

## 行政区划
吉居乡下辖以下地区：
吉居村、马蹄村、各坝村、宋玉村和菜玉村。